# Peltula
Peltula Nyl. (uczepnica) – rodzaj grzybów z rodziny Peltulaceae. Ze względu na współżycie z glonami zaliczany jest do grupy porostów.

## Systematyka i nazewnictwo
Pozycja w klasyfikacji według Index Fungorum: Peltulaceae, Lichinales, Incertae sedis, Lichinomycetes, Pezizomycotina, Ascomycota, Fungi.
Nazwa polska według W. Fałtynowicza.

## Niektóre gatunki
- Peltula bolanderi (Tuck.) Wetmore 1971
- Peltula clavata (Kremp.) Wetmore 1971
- Peltula cylindrica Wetmore 1971
- Peltula euploca (Ach.) Poelt ex Ozenda & Clauzade 1970 – uczepnica łuskowata
- Peltula langei Büdel & Elix 1997
- Peltula obscurans (Nyl.) Gyeln. 1935
- Peltula omphaliza (Nyl.) Wetmore 1971
- Peltula patellata (Bagl.) Swinscow & Krog 1979
- Peltula placodizans (Zahlbr.) Wetmore 1971
- Peltula radicata Nyl. 1853
- Peltula rodriguesii (Cromb.) Büdel 1989
- Peltula zahlbruckneri (Hasse) Wetmore 1971

Nazwy naukowe na podstawie Index Fungorum. Uwzględniono tylko taksony zweryfikowane.  Nazwy polskie według W. Fałtynowicza.